# Pince de DeBakey

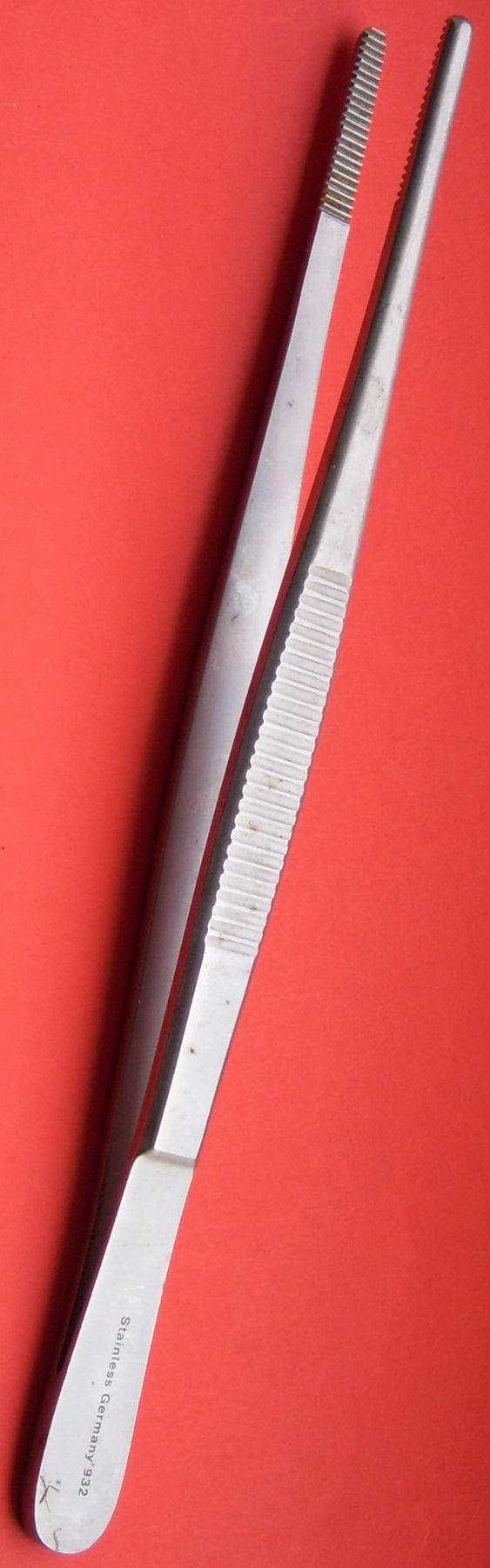
Une pince de DeBakey

La pince de DeBakey est la pince de base de la chirurgie pour réaliser les points de suture ou les dissections.
De dimensions variables (de 16 à 30 cm), ses mors (de 1,5 à 3,5 mm) sont striés pour faciliter la préhension des tissus de façon atraumatique. 
En général droite, elle peut aussi être coudée. Certaines sont munies de griffes mais classiquement elle n'en comporte pas. Les mors munis de griffes sont plus traumatisants pour les tissus à saisir, qui doivent alors être moins fragiles.
Elle a été inventée par le chirurgien Michael E. DeBakey (1908-2008).